# Stegobolus polillensis
Stegobolus polillensis är en lavart som först beskrevs av Vain., och fick sitt nu gällande namn av Frisch 2006. Stegobolus polillensis ingår i släktet Stegobolus och familjen Thelotremataceae.   Inga underarter finns listade i Catalogue of Life.